# Bithynia lithoglyphoides
Bithynia lithoglyphoides е вид охлюв от семейство Bithyniidae.

## Разпространение и местообитание
Този вид е разпространен в Индия (Бихар).
Обитава сладководни басейни и реки.